# رنگاماتی صدار
رنگاماتی صدار (به لاتین: Rangamati Sadar) یک منطقهٔ مسکونی در بنگلادش است که در ناحیه رنگماتی هیل واقع شده‌است. رنگاماتی صدار ۵۴۶٫۴۹ کیلومتر مربع مساحت و ۱۲۴٫۷۲۸ نفر جمعیت دارد.